# Монуар, Шарль
Шарль Жан Монуар (фр. Charles Maunoir; 1830, Тоскана — 1901, Париж) — французский географ, картограф, редактор, историк, архивист, Член Французского географического общества.

## Биография
Вырос в Женеве, в 1850 году получил французское гражданство и в сентябре 1852 года вступил во 2-й полк конных егерей лионской армии. Участник Крымской войны.
В 1854 году получил тяжёлое ранение, ушёл из армии и поступил на службу в военное министерство клерком в картографический архив, оставил службу в 1886 году в качестве хранителя архива. Работал заместителем начальника картографического отдела французских военных архивов, в 1867—1896 годах — генеральным секретарём центрального комитета географического общества в Париже, редактировал «Бюллетень» общества. В бюллетене, а также в «Журнале военных наук» и других отраслевых журналах опубликовал ряд ценных очерков, особенно по истории топографии. Он также опубликовал «Годовые отчеты о прогрессе географии 1867—1892 годов» (три тома, 1895—1898) и совместно с Анри Дюверье новую серию «Географических лет» (1878—1880).

## Избранные публикации
- Travaux géographiques exécutés par les voyageurs français dans l’Amérique du Sud depuis 1810 jusqu’à l’époque actuelle, 1865.
- Aperçu historique des contributions de la France à la géographie de 1800 à 1878, 1879.
- Explorations françaises en Afrique, 1880-1890, 1891.
- Le Club alpin français en 1891, 1892.
- Sahara algérien et tunisien. Journal de route de Henri Duveyrier, 1905.